# Androidify
Androidify — это приложение Google, которое позволяет создавать аватары, похожие на зелёного робота Android.
В приложении пользователи могут изменять размеры тела робота: рук, ног, головы, туловища, делая их больше, меньше, шире или уже.
Кроме того, возможность редактировать тело Android и добавлять десятки различных элементов. имея в наличии рубашки, платья, юбки, брюки, очки, монокли, бороды, усы, прически, головные уборы и т. д. Существуют буквально сотни различных возможностей для настройки вашего робота.
Androidify, запущенный в 2011 году, позволяет создавать собственный аватар Android для себя и других. Приложение для Android обновлялось на протяжении многих лет, но недавно было удалено из магазина Google Play.

## История
Приложение было выпущено в 2011 году. Приложение Androidify обновлялось с годами, но недавно было удалено из магазина Google Play.
Приложение Androidify получило последнее мобильное обновление в 2016 году, в нём отсутствуют многие недавние изменения ОС, и оно было удалено из Google Play.
По данным Google, решение удалить Androidify в феврале 2020 года связано с сокращением использования и возрастом приложения.
После того, как Androidify был удален, при нажатии на веб-сайт Androidify те, кто сохранил веб-сайт в какой-либо папке, были перенаправлены на официальный веб-сайт Android.
В 2023 году может показаться, что сайт Androidify вернулся (сайт на английском языке), со ссылкой на Google I/O 2016 года, но это все ещё вызывает сомнения у пользователей.